# 澤利科·科帕尼亞
澤利科·科帕尼亞（Željko Kopanja，1954年10月21日—2016年8月8日）是一位波斯尼亞塞族報紙編輯及董事，於報紙《獨立報》（Nezavisne Novine）工作。《基督教科學箴言報》把他描述為一位支持種族平等的評論家及「在波斯尼亞和黑塞哥維那中最可怕的記者」。於1999年10月，他在汽車炸彈襲擊中喪去了雙腿。

## 早期生涯
科帕尼亞於1954年10月21日在波斯尼亞和黑塞哥維那科托爾城出生。後來，他於巴尼亞盧卡大學畢業，並且獲得了一個經濟學學位。他也是一位專業足球運動員。他在波斯尼亞戰爭爆發前於巴尼亞盧卡日報《聲音》（Glas）開始了其記者生涯。在波斯尼亞戰爭期間，他轉往貝爾格萊德週報《電訊報》（Telegraf）工作。
於1995年，在結束波斯尼亞戰爭的岱頓協定簽定後不久，科帕尼亞與別人合資創辦了獨立週報《獨立報》，旨在「改善波斯尼亞中塞爾維亞人、穆斯林和克羅地亞人之間的關係」。美国国际开发署亦資助了《獨立報》。週報起初的每期發行量僅為4,000份，但週報隨即變成了日報，而每日發行量在5年內亦急升至8,000份。
於1999年8月，《獨立報》報道了塞爾維亞警察於1992年謀殺了200穆斯林的事件。這次報道令《獨立報》成為了首份報道了塞爾維亞人在南斯拉夫戰爭期間的暴行的波斯尼亞報紙。在同一時間，科帕尼亞亦指出「我相信沒有一個民族是有罪的，只有民族中的某些個體是有罪的。因此，我認為某些塞爾維亞人的暴行不能代表全部塞爾維亞人。」

## 汽車炸彈襲擊
在科帕尼亞報道了塞爾維亞警察的暴行後，他便被一些塞爾維亞愛國團體指責為「叛徒」，而科帕尼亞亦開始收到死亡威脅。於1999年10月22日，他險些被汽車炸彈爆炸殺死。汽車炸彈襲擊後，科帕尼亞身負重傷，被送往附近的醫院。醫生最終截去他的雙腿以保存其性命。事後，國際間的支持者資助了科帕尼亞醫療費用，並為他購買了一雙高質義肢。
汽車炸彈襲擊事件引起了穆斯林和塞爾維亞媒體的憤怒。《塞爾維亞之聲》（Srpski Glas）聯同《獨立報》發起抗議運動，連續三天在頭版顯示「我們想知道」字句請求警方深入調查事件。波斯尼亞電視台亦在節目播放期間顯示相同字句。
事件作案者仍未尋獲，但科帕尼亞指出塞爾維亞安全部隊很可能是作案者。美國联邦调查局亦公開支持其對作案者的看法。出院後，科帕尼亞繼續在《獨立報》工作。

## 獎項
於2000年11月，科帕尼亞獲保護記者委員會頒發国际新闻自由奖。同年，科帕尼亞亦獲人權觀察頒發赫爾曼 - 哈米特補助金。

## 個人生活
科帕尼亞的配偶是一個克羅地亞女性。